# X Legislatura da Terceira República Portuguesa
A X Legislatura foi a legislatura da Assembleia da República de Portugal, resultante das eleições legislativas de 20 de fevereiro de 2005. A primeira reunião plenária decorreu no dia 10 de março e Jaime Gama foi eleito presidente da Assembleia da República a 16 de março.

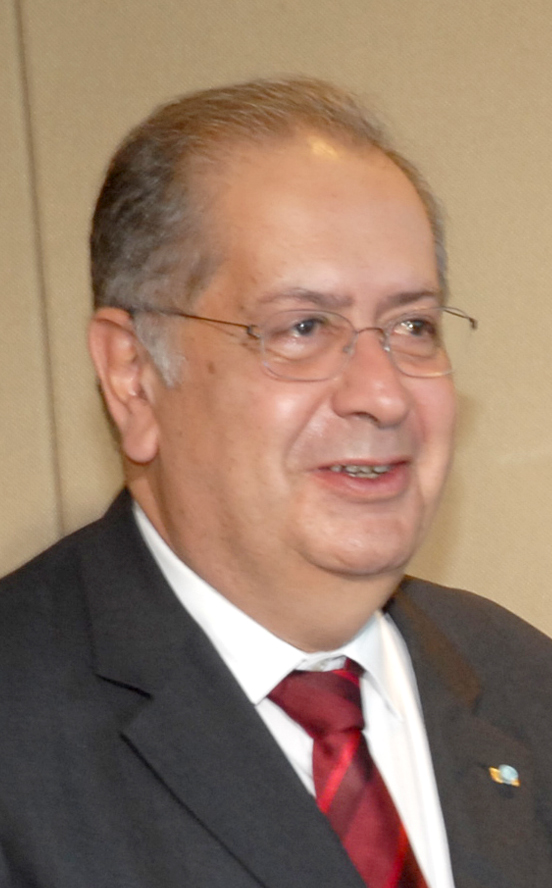
Jaime Gama, Presidente da Assembleia da República durante a X Legislatura
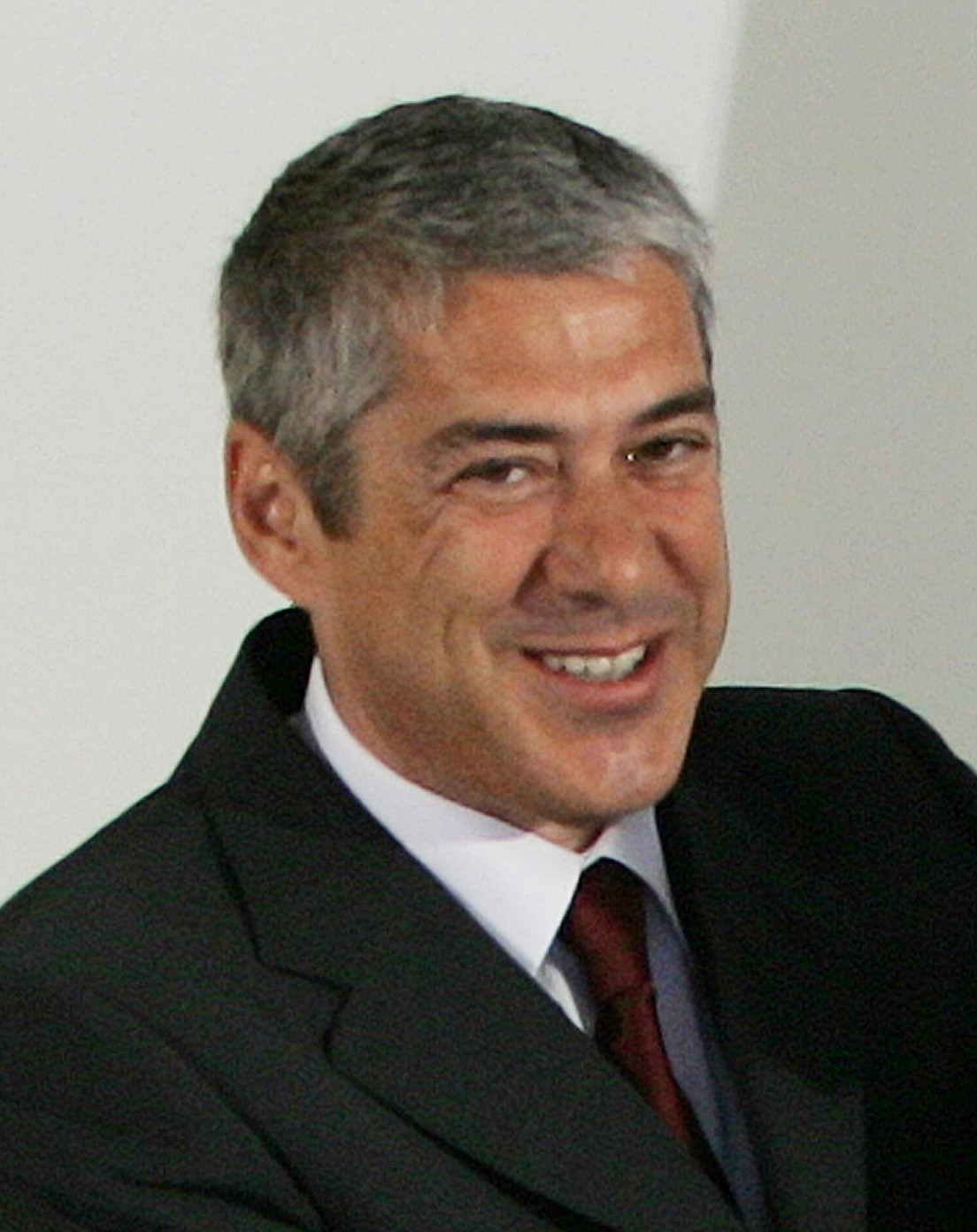
José Sócrates, secretário-geral do PS e Primeiro-ministro do XVII Governo Constitucional

## Composição da Assembleia da República[1]
|                                      | Partidos                       | Partidos | Deputados | Votos  | Percentagem |
| Partido Socialista                   | Partido Socialista             | 121      | 2 588 312 | 45,03% |             |
| Partido Social Democrata             | Partido Social Democrata       | 75       | 1 653 425 | 28,77% |             |
| CDU – Coligação Democrática Unitária | Partido Comunista Português    | 12       | 433 369   | 7,54%  |             |
| CDU – Coligação Democrática Unitária | Partido Ecologista “Os Verdes” | 2        | 433 369   | 7,54%  |             |
| CDS – Partido Popular                | CDS – Partido Popular          | 12       | 416 415   | 7,24%  |             |
| Bloco de Esquerda                    | Bloco de Esquerda              | 8        | 364 971   | 6,35%  |             |